# Dialetto arabo palestinese
Per arabo palestinese si intende una collezione di dialetti del sottogruppo dell'arabo levantino parlati dai palestinesi nello stato della Palestina, dai cittadini arabi di Israele e dalla maggior parte della popolazione palestinese sparsa nel mondo.
L'arabo palestinese è composto da tipici dialetti semitici, che esibiscono strati di vocabolario che includono parole derivanti da lingue di origine mediorientale antiche e moderne (aramaico, turco, ebraico) e da lingue europee (greco, latino, francese, inglese).

## Differenze da altri dialetti arabi levantini

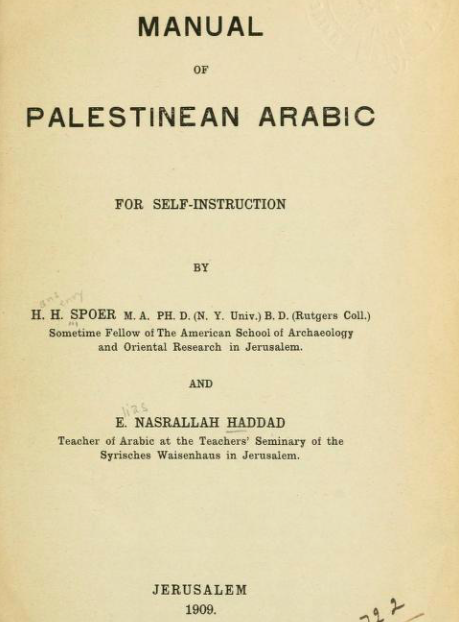
Manuale di arabo palestinese, per apprendimento individuale (1909)

I dialetti parlati dagli arabi del levante (ovvero la costa est del mar Mediterraneo), o arabo levantino, formano un gruppo di dialetti arabi. Manuali sull'arabo siriano sono stati prodotti agli inizi del ventesimo secolo, mentre nel 1909 fu pubblicato un manuale specifico per l'arabo palestinese (Palestinean Arabic).
I dialetti arabi palestinesi sono una varietà dell'arabo levantino dal momento che mostrano le seguenti caratteristiche tipiche dell'arabo levantino.
- Uno schema di accenti conservativo, più vicino all'arabo classico di qualsiasi altro dialetto nel mondo arabo.
- un imperfetto indicativo con prefisso 'b-'.
- Un imāla molto frequente del femminile terminante con front consonant (nomi con -eh).
- Una pronuncia della /q/ come [ʔ] nelle città, e come [q] da parte dei drusi, con altre varianti nelle regioni rurali.
- Un lessico condiviso.

Le differenze più percettibili tra le varianti del nord e del sud dell'arabo levatino, come l'arabo nord siriano e l'arabo libanese, sono più marcate nei dialetti non urbani. Le maggiori differenze tra l'arabo palestinese e l'arabo del nord levante sono le seguenti:
- Dal punto di vista fonetico, i dialetti palestinesi differiscono dal libanese per quanto riguarda i classici dittonghi /aj/ e /aw/, che si sono semplificati come [eː] e [o:] nei dialetti palestinesi così come nel siriano occidentale, mentre nel libanese hanno mantenuto la pronuncia dittongale [eɪ] e [oʊ].
- I dialetti palestinesi differiscono da quelli della siria occidentale per quanto riguarda le /i/ e /u/ deboli: nel palestinese mantengono una pronuncia [ɪ] e [ʊ] più o meno aperta, e non sono neutralizzate come [ə] così come nel siriano.
- I dialetti libanesi e siriani sono più proni all'imāla della /a:/ del palestinese. Per esempio شتا 'inverno' è ['ʃɪta] in palestinese mentre ['ʃəte] in libanese e nell'ovest della Siria. Alcuni dialetti palestinesi ignorano l'imala del tutto (ad esempio Gaza).
- In morfologia, i pronomi personali plurali sono إحنا['ɪħna] 'noi', همه['hʊmme] 'essi', كم-[-kʊm] 'vostri', هم- [-hʊm] 'loro' in palestinese, mentre in Siria e Libano sono نحنا['nɪħna] 'noi', هنه['hʊnne] 'essi', كن-[-kʊn] 'vostri', هن- [-hʊn] 'loro'.
- La coniugazione dell'imperfetto alla prima e terza persona maschile differisce nella vocalizzazione del prefisso. I palestinesi dicono باكتب['baktʊb] 'io scrivo' باشوف[baʃuːf] 'io vedo' mentre i libanesi e i siriani dicono بكتب['bəktʊb] e بشوف[bʃuːf]. Nella terza persona maschile, i palestinesi dicono بكتب['bɪktʊb] 'lui scrive' mentre i libanesi e i siriani occidentali dicono بيكتب['bjəktʊb].
- I verbi che iniziano con hamza di solito hanno un suono iniziale [o:] nell'imperfetto palestinese. Per esempio, in arabo classico 'mangiare' è reso come اكل /akala/ nel tempo perfetto, e آكل /aːkulu/ con [a:] nella prima persona singolare imperfetta. L'equivalente comune nell'arabo palestinese è اكل /akal/ per il perfetto, e nella prima persona singolare imperfetta بوكل /boːkel/ (con l'indicativo prefissato da 'b'). Quindi, in Galilea e nel nord della Cisgiordania, l'espressione colloquiale "sto mangiando" o "io mangio" è solitamente ['bo:kel] / ['bo:tʃel], piuttosto che ['ba:kʊl] usato nel dialetto siriano occidentale. Da notare tuttavia che ['ba:kel] o persino ['ba:kʊl] sono utilizzati nel sud della Palestina.
- Anche la coniugazione dell'imperativo è diversa. 'Scrivi!' è اكتب ['ʊktʊb] in palestinese, mentre كتوب [ktoːb], con accentazione, vocalizzazione e lunghezza di vocale differente in libanese e siriano occidentale.
- Per la negazione di verbi e pseudoverbi preposizionali, i palestinesi, come gli egiziani, tipicamente aggiungono il suffisso ش [ʃ] oltre ad aggiungere la particella di negazione /ma/ prima del verbo, per esempio 'io non scrivo' è ماباكتبش [ma bak'tʊbʃ] in palestinese, mentre مابكتب [ma 'bəktʊb] nel levantino del nord.
- Per quanto riguarda il vocabolario, il palestinese è più vicino al libanese che al siriano occidentale, per esempio 'non è' è مش [məʃ] sia in libanese che in palestinese mentre è مو [mu] in siriano; 'Come?' è كيف [kiːf] in libanese e palestinese mentre è شلون [ʃloːn] in siriano così come in iracheno. Tuttavia, il palestinese condivide anche termini con l'arabo egiziano, per esempio 'come' (prep.) è زي [zejj] in palestinese invece di مثل [mɪtl], usato in siriano e libanese.

Ci sono anche parole tipiche palestinesi che sono shibboleths nel levante. 
- Un frequente إشي ['ɪʃi] 'cosa, qualcosa' nel palestinese invece che شي [ʃi] in Libano e in Siria.
- Oltre al comune هلق ['hallaʔ] 'ora' levantino, gli abitanti di Gerusalemme usano هالقيت [halke:t] (entrambi provenienti da هالوقت /halwaqt/ ) e palestinesi del nord usano إسا['ɪssɑ] (da الساعة/ɪs:ɑ:ʕɑ/).

## Struttura sociale e geografica del dialetto

Mappa dei dialetti arabi

Come spesso avviene in nazioni di lingua araba, il dialetto parlato da una persona dipende sia dalla regione di provenienza della persona che dal gruppo sociale a cui la persona appartiene.
I dialetti urbani palestinesi ('madani') sono molto somiglianti ai dialetti levantini del nord, cioè le varianti colloquiali dell'ovest della Siria e del Libano. Questo fatto, che rende i dialetti urbani del levante considerevolmente omogenei, è probabilmente dovuto alla rete di commercio tra città nel levante ottomano, o da uno strato dialettale arabo più antico più vicino ai dialetti qeltu ancora parlati nel nord dell'Iraq e della Siria e nel sud della Turchia. Nablus è un'eccezione. Il dialetto di Nablus distribuisce gli accenti sulle varie sillabe della parola. Quasi ogni sillaba è accentata, il che dà all'accento di Nablus un tono lento e apatico. Il dialetto antico di Nablus arriva persino ad articolare ogni sillaba separatamente in ogni singola parola. In più, la terminazione delle parole varia visibilmente in funzione di un sistema ben definito. Per esempio, si può dire sharqa con il fonema [a:] alla fine della parola per riferirsi alla parte orientale della città, e gharbeh con il fonema [e] alla fine della parola per riferirsi alla parte occidentale della città. Per descrivere il colore di una borsa si può dire safra (giallo) con il fonema [a:] alla fine della parola o sode (nero) con un fonema [e] alla fine della parola. La nun e la ha (n ed h) cambiano sempre la vocale finale con un [e]; queste sono le basi per il peculiare accento di Nablus. Le due lettere appaiono spesso alla fine delle parole nella forma di pronomi di oggetto. Nel dialetto antico di Nablus, le lettere tha, thal, thaa e qaf non esistono. Il dialetto della vecchia Nablus si trova ancora tra i Samaritani che sono riusciti a preservarlo nella sua forma più pura.
I dialetti urbani sono caratterizzati dalla pronuncia  [ʔ] (hamza) della ق qaf, la semplificazione di interdentali come plosive dentali, per esempio ث come [t], ذ come [d] e sia ض che ظ come [dˤ]. Da notare tuttavia che per parole derivate dal fuṣḥah (arabo moderno standardizzato), queste consonanti interdentali sono realizzate come dentali sibilanti, ovvero ث come [s], ذ come [z] e sia ض che ظ come [zˤ].  I drusi hanno un dialetto che può essere caratterizzato come urbano, con la differenza che loro mantengono la pronuncia uvulare della ق qaf come [q]. I dialetti urbani ignorano anche la differenza tra maschile e femminile nei pronomi plurali: انتو ['ɪntu] significa sia 'voi' (masc. plur.) sia 'voi' (fem. plur.), e همه ['hʊmme] è sia 'essi' (masc.) sia 'essi' (fem.)
Le varietà rurali del palestinese ('fallahi') sono di tre tipi differenti. Tutti i tre tipi conservano le consonanti interdentali. Mantengono anche la distinzione tra pronomi plurali maschili e femminili, per esempio انتو ['ɪntu] è 'voi' (masc.) mentre انتن ['ɪntɪn] è 'voi' (fem.), e همه ['hʊmme] è 'essi' (masc.) mentre هنه ['hɪnne] è 'esse' (fem.). I tre gruppi rurali sono i seguenti. 
- Palestina rurale centrale (da Nazareth a Betlemme, comprese le campagne di Giaffa) esibiscono una caratteristica distintiva nella pronuncia della ك 'kaf' come [tʃ] 'tshaf' (per esempio كفية 'keffieh' come [tʃʊ'fijje]) e ق 'qaf' come /k/ faringalizzato cioè [kˤ] 'kaf' (per esempio, قمح 'grano' come [kˤɑmᵊħ]). Questo cambiamento di suono k > tʃ non è condizionato da altri dialetti nella palestina centrale. Questa combinazione è unica nel mondo arabo, ma potrebbe essere dovuta alla transizione della 'qof' nella 'kof' nel dialetto aramaico parlato a Ma'loula, a nord di Damasco.
- Palestina rurale del sud (al sud della linea Isdud/Ashdod-Betlemme) ha k > tʃ solo in presenza di vocali anteriori (ديك 'gallo' è [di:tʃ] al singolare mentre ديوك 'galli' è [dju:k] poiché la u non permette /k/ di cambiare in [tʃ]). In questo dialetto la ق non è pronunciata come [k] ma invece come [g]. Questo dialetto è in realtà abbastanza simile al giordano del nord (Ajloun, Irbid) e ai dialetti Hauran della Siria. Nel palestinese rurale del sud, la terminazione femminile rimane spesso [a].
- I dialetti rurali della Galilea del nord non mostrano la palatizzazione k > tʃ, e molti di essi hanno mantenuto la realizzazione [q] di ق (e.g. Maghār, Tirat Carmel). Nell'estremo nord, introducono il libanese del nord levante con pronomi terminanti con n quali كن-[-kʊn] 'voi', هن- [-hʊn] 'loro' (Tarshiha, etc.).

I beduini palestinesi usano due dialetti differenti ('badawi') in Galilea e nel Negev. I beduini del deserto del Negev usano un dialetto strettamente apparentato a quelli parlati nel Hijaz e nel Sinai. I beduini della Galilea parlano un dialetto apparentato a quello del deserto della Siria e del Najd, il che indica che il loro arrivo dovrebbe essere particolarmente recente. I beduini del Negev hanno un vocabolario specifico, mantengono le consonanti interdentali, non usano il suffisso negativo ش-[-ʃ], pronunciano sempre ك /k/ come [k] e ق /q/ come [g], e distinguono plurale maschile e plurale femminile nei pronomi, ma con forme differenti come i dialetti rurali.
Evoluzioni attuali: nei dialetti urbani la tendenza attuale è verso un maggior numero di influenze dai vicini dialetti rurali, il che introduce alcune variazioni tra le città nel levante. Per esempio, a Gerusalemme si usava dire come a Damasco ['nɪħna] ("noi") e ['hʊnne] ("essi") all'inizio del ventesimo secolo, e questo è ora cambiato nella forma rurale ['ɪħna] and ['hʊmme] al giorno d'oggi. Questo trend è stato probabilmente iniziato dalla partizione del levante in diversi stati durante il ventesimo secolo.
I dialetti rurali descritti poc'anzi stanno cambiando oggigiorno in direzione opposta. L'urbanizzazione sta dando una forte influenza ai dialetti urbani. Il risultato è che gli abitanti dei villaggi adottano i dialetti urbani almeno in parte, mentre i beduini utilizzano entrambi i dialetti. D'altra parte, il fenomeno di individualizzazione che l'urbanizzazione comporta fa sentire la gente più libera di scegliere il modo di parlare di prima, quindi ad esempio alcuni adottano alcuni termini tipicamente egiziani come [le:] invece di [le:ʃ], mentre altri decidono di usare costruzioni tipicamente rurali come la realizzazione in [kˤ] della ق come una reazione di orgoglio contro la stigmatizzazione di questa pronuncia.

## Aspetti specifici del vocabolario
Dal momento che l'arabo palestinese è parlato al centro dell'area di diffusione delle lingue semitiche, ha preservato molte parole di tipica origine semitica. Per questa ragione, è relativamente facile immaginare come le parole derivanti dal fuṣḥah si associano alle parole in arabo palestinese. La lista (lista di Swadesh) di parole basilari in arabo palestinese disponibile nel Wiktionary (vedi link esterni sotto) può essere usata per questo scopo. Tuttavia, alcune parole non si associano facilmente al fuṣḥah e meritano una descrizione. Questo è dovuto a cambiamenti di significato in arabo durante i secoli (mentre il fuṣḥah ha mantenuto il significato classico) oppure all'adozione di parole di origine non araba (vedi sotto). Da notare che questa sezione focalizza l'attenzione sul palestinese urbano, a meno che espressamente specificato.
Pseudo-verbi preposizionali
Le parole usate in palestinese per esprimere i verbi di base 'volere', 'avere', 'c'è, ci sono' sono chiamati pseudo verbi preposizionali in quanto condividono tutte le caratteristiche dei verbi ma sono costruite con una proposizione e un pronome suffisso.
- c'è, ci sono è فيه [fi] all'imperfetto, e كان فيه [ka:n fi] al perfetto.
- Volere si forma con bɪdd + pronome suffisso e avere si forma con ʕɪnd + pronome suffisso. All'imperfetto è

| Persona    | Volere          | Avere             |
| ---------- | --------------- | ----------------- |
| Io         | بدي['bɪdd-i]    | عندي ['ʕɪnd-i]    |
| Tu (masc.) | بدك['bɪdd-ak]   | عندك ['ʕɪnd-ak]   |
| Tu (fem.)  | بدك['bɪdd-ɪk]   | عندك ['ʕɪnd-ɪk]   |
| Egli       | بده['bɪdd-o]    | عنده ['ʕɪnd-o]    |
| Essa       | بدها['bɪdd-ha]  | عندها ['ʕɪnd-ha]  |
| Noi        | بدنا['bɪdd-na]  | عندنا ['ʕɪnd-na]  |
| Voi        | بدكم['bɪdd-kʊm] | عندكم ['ʕɪnd-kʊm] |
| Essi       | بدهم['bɪdd-hʊm] | عندهم ['ʕɪnd-hʊm] |

Al perfetto, sono preceduti da كان [ka:n], per esempio noi volevamo è كان بدنا [ka:n 'bɪddna].
Proposizione relativa

Così come nella maggioranza delle forme di arabo colloquiale, le particelle che marcano la proposizione relativa nel fuṣḥah (الذي،  التي، اللذان، اللتان، الذين e اللاتي) sono semplificate nella forma singola إللي ['ʔɪlli].
Pronomi interrogativi

I pronomi interrogativi palestinesi principali (con le loro controparti fuṣḥah) sono i seguenti.
| Significato | Arabo palestinese     | fuṣḥah           |
| ----------- | --------------------- | ---------------- |
| Perché?     | ليش [le:ʃ]            | لماذا [lima:ða:] |
| Cosa?       | ايش [ʔe:ʃ] or شو [ʃu] | ماذا [ma:ða:]    |
| Come?       | كيف [ki:f]            | كيف [kaɪfa]      |
| Quando?     | إيمتى [ʔe:mta]        | متى [mata:]      |
| Dove?       | وين [we:n]            | اين [ʔaɪna]      |
| Chi?        | مين [mi:n]            | من [man]         |

Da notare che si può considerare che la lunga [i:] in مين [mi:n] 'chi?' sia un'influenza dell'ebraico antico מי [mi:] sul من [man] nel fuṣḥah, ma potrebbe anche essere un'analogia con le vocali lunghe di altre particelle interrogative.
Riferimento a oggetto indiretto

In arabo classico, l'oggetto indiretto è marcato con la particella /li-/ ('per', 'a'). Per esempio 'gli ho detto' è قلت له ['qultu 'lihi] e 'io le scrissi' è كتبت لها [ka'tabtu li'ha:]. In arabo palestinese, il riferimento ad oggetto indiretto si basa ancora sulla consonante /l/, ma con regole più complesse e due pattern di vocali differenti. La forma di base prima dei pronomi è un clitico [ɪll-], che mantiene sempre l'accento, e alla cui persona i pronomi sono sempre suffissi. Per esempio
- ... قلت لإمك ['ʔʊlət la-'ɪmmak...] 'Diedi a tua madre...'
- ...اعطينا المكتوب لمدير البنك [ʔɑʕtˤeːna l maktuːb la mʊ'diːɾ ɪl baŋk] 'Noi demmo la lettera al manager della banca'
- ... قلت إله [ʔʊlt-  'ɪll-o ...] 'Io gli dissi...'
- ... قلت إلها [ʔʊlt- 'ɪl(l)-ha ...] 'Io le dissi...'
- ... كتبت إلّي [katabt- 'ɪll-i ...] 'Tu mi scrivesti...'

Parole di origine straniera

I palestinesi hanno preso in prestito parole dalle tante lingue con cui sono venuti a contatto nella storia. Per esempio,
- dall'aramaico -  specialmente nei nomi di luoghi, per esempio ci sono molte montagne chiamate جبل الطور  ['ʒabal ɪtˤ tˤuːɾ] dove طور [tˤuːɾ] è l'aramaico טור che sta per 'montagna'.
- Il latino ha lasciato parole nell'arabo levantino, non solo parole come قصر [ʔasˤɾ] < castrum 'castello' o قلم [ʔalam] < calamo che sono anche note in fuṣḥah, ma anche parole come طاولة [tˤa:wle] < tabula 'tavolo', che sono conosciute nel mondo arabo.
- dall'italiano بندورة [ban'do:ra] < pomodoro
- dal franceseكتو ['ketto] < gâteau 'torta'
- dall'inglese بنشر ['banʃar] < puncture 'foratura', [trɪkk] < truck 'autotreno'
- dall'ebraico, specialmente i cittadini arabi di Israele hanno adottato molte parole di origine ebraica, come yesh יֵשׁ ("ce l'abbiamo fatta!" - usata per esultare nello sport) che non ha nessun equivalente in lingua araba. Secondo il sociologo e linguista Dr. David Mendelson del Givat Haviva's Jewish-Arab Center for Peace, esiste un'adozione di parole dall'ebraico all'arabo parlato in Israele anche quando esiste un termine nativo alternativo. Secondo il linguista Mohammed Omara, del Bar-Ilan University, alcuni ricercatori chiamano l'arabo parlato da arabi israeliani Arabrew. La lista di parole adottate comprende: 
  - رمزور [ram'zo:r] da רַמְזוֹר 'semaforo'
  - شمنيت ['ʃamenet] da שַׁמֶּנֶת 'panna acida'
  - بسدر [be'seder] da בְּסֵדֶר 'O.K, va bene'
  - كوخفيت [koxa'vi:t] da כּוֹכָבִית 'asterisco'
  - بلفون [pele'fo:n] da פלאפון 'telefono cellulare'.

Alcuni palestinesi nei territori palestinesi di tanto in tanto chiamano i loro compatrioti in Israele "gli arabi b'seder" a causa della loro adozione della parola ebraica [beseder] che sta per 'O.K.', (mentre in arabo è ماشي[ma:ʃi]). Tuttavia parole come ramzor רַמְזוֹר 'semaforo' e maḥsom מַחְסוֹם 'posto di blocco' sono diventate parte del palestinese vernacolare.
Il film Ajami del 2009 è parlato principalmente in arabo palestinese-ebraico.